# Hubay Károly
Hubay Károly (Pest, 1853. augusztus 12. – Budapest, Terézváros, 1896. május 28.) jogi doktor, ügyvéd és zenetörténész, részvénytársasági vezérigazgató.

## Családja
Huber Károly karmester, zeneszerző, hegedűművész és Szevera Lujza  fia, Hubay Jenő hegedűművész és Hubay Aranka színésznő testvérbátyja.

## Élete
Pesten végezte iskoláit. Apja kezdetben őt is a zenészi pályára szánta, de ő a jogi pályát választotta, s letette az ügyvédi vizsgát, majd több évig mint ügyvéd működött a fővárosban. Az ő indítványára és tervezete szerint alakult meg a Harmonia részvénytársulat. 1880. június 1-jén hosszabb külföldi tanulmányútra indult Németországba, Belgiumba, Párizsba, onnan Angliába és Olaszországba. 1896. május 28-án éjfélkor hunyt el, élete 42., házassága 12. évében. Neje Langsfeld Emma volt.
Mint a Pesti Hirlap külmunkatársa külföldi leveleket is írt a lapba (1880–81); cikkei a Fővárosi Lapokban (1888: A Wiener Männergesangs-Verein); a Magyar Szalonban (XII. 1889–90. Zeneviszonyaink) sat.
Szerkesztette a Harmonia c. zenei lapot 1882–85-ben és 1894 novemberétől (Ebben cikkei vannak, többi közt 1894-ben A magyar előadó művészet a millenniumi kiállításon című)